# Skrzetuszewo Małe
Skrzetuszewo Małe – jezioro w Polsce, w województwie wielkopolskim, w powiecie gnieźnieńskim, w gminie Kiszkowo, na Pojezierzu Gnieźnieńskim. Na zachód od jeziora leży wieś Skrzetuszewo.

## Dane morfometryczne
Zwierciadło wody położone jest na wysokości 108,9 m n.p.m. Powierzchnia zwierciadła wody wynosi 3,8 ha.